# Чабінаані
Чабінаані (груз. ჩაბინაანი) — село в Грузії.
За даними перепису населення 2014 року в селі проживає 143 особи.